# Gert-Jan Segers
Gert Jan Maarten Segers, dit Gert-Jan Segers, né le 9 juillet 1969 à Lisse, est un homme politique néerlandais, membre de l'Union chrétienne (CU), qu'il dirige du 10 novembre 2015 au 17 janvier 2023. Il siège comme représentant à la Seconde Chambre des États généraux du 20 septembre 2012 au 25 janvier 2023.

## Biographie

### Études et carrière
Segers étudie de la science politique à l'université de Leyde. Il obtient par la suite une maîtrise en études du Moyen-Orient à l'université Johns-Hopkins. Missionnaire chrétien en Égypte de 2000 à 2007, il est par la suite président du groupe de réflexion de l'Union chrétienne, la Mr. G. Groen van Prinsterer Stichting, entre 2008 et 2012. Il est également un chroniqueur régulier au Nederlands Dagblad et écrivain de deux livres critiquant l'islam politique et de deux romans.

### Représentant des Pays-Bas
Élu représentant à la Seconde Chambre lors des élections législatives de 2012, il est aussi chef politique du parti et chef de groupe parlementaire à partir du 10 novembre 2015, succédant à Arie Slob.
Son parti obtient 5 sièges aux élections législatives de 2017, ce qui permet à deux de ses membres (Carola Schouten et Arie Slob) d'entrer dans le troisième cabinet de Mark Rutte. Ainsi, l'Union chrétienne participe à un gouvernement pour la deuxième fois de son histoire, après le quatrième cabinet de Jan Peter Balkenende. La coalition est reconduite dans le quatrième cabinet de Mark Rutte après les élections législatives de 2021.
Le 17 janvier 2023, Segers démissionne de la direction du parti et peu après de son mandat de représentant à la Seconde Chambre et se met en retrait de la vie politique. Mirjam Bikker lui succède à la direction du parti et à la présidence du groupe parlementaire à la Seconde Chambre.

## Positions politiques
Segers s'oppose à l'euthanasie pour les personnes âgées, estimant qu'il fallait mieux aider à « détecter un sentiment de solitude et une sensation d'être superflu » auprès des personnes âgées plutôt que de « mettre sous pression les soins » et de mettre fin à des vies qu'il considère comme « sacrées ».